# آندرس پیترسن
آندرس پیترسن (انگلیسی: Anders Petersen؛ زادهٔ ۳ مهٔ ۱۹۴۴) عکاس اهل سوئد است.

## زندگی‌نامه
آندرس پیترسن متولد ۱۹۴۴ در شهر استکهلم سوئد است. او فقط ۱۴ سال داشت که به همراه خانواده‌اش به کارل اشتاد در ورم‌لند نقل مکان کرد؛ جاِیی که با دو هنرمند به نام‌های کارین بودلاند و لارس زیوگرن آشنا شد.
او در سال ۱۹۶۱مدتی را در هامبورگ گذراند، تا آلمانی یاد بگیرد و شانس خود را در نقاشی بیازماید. در آن زمان آندرس اصلاً عکس نمی‌گرفت.
پنج سال بعد کریستر اشتروم هلم را ملاقات کرد و در مدرسة عکاسی استکهلم شاگرد او شد. اشتروم هلم نه تنها معلم او، بلکه درست نزدیکش هم بود. دوستی آن‌ها در تمام طول عمرش بر آندرس تأثیرگذار بود.
پیترسن، در سال ۱۹۶۷عکاسی را از یک کافه با نام «لمیتز» در هامبورگ نزدیک چویگ هاوس مارکت آغاز کرد، او حدود سه سال در آن‌جا عکاسی کرد و در سال ۱۹۷۰ اولین نمایشگاه انفرادی‌اش از این کافه را با عکس‌هایی که به دیوار میخ شده بودند، برگزار کرد.

## نقل قول ها
- عکاسی من، عکاسی خردمندانه نیست.وقتیکه من عکاسی میکنم، اندیشیدن را به کناری میگذارم و با قلب و دلم عکاسی میکنم.